# Мелвилл (остров, Австралия)
Ме́лвилл  (англ. Melville Island) — остров на востоке Тиморского моря, принадлежит Северной территории Австралии. На языке аборигенов остров также известен под названием Ермалнер. Мелвилл вместе с островом Батерст и девятью мелкими островками образует архипелаг Тиви. Находится к западу от полуострова Арнем-Ленд и к северу от города Дарвин.

## География
По площади (5 786 км²) остров является вторым в Австралийском Союзе после Тасмании. Максимальная высота над уровнем моря составляет 258 м. Остров покрыт смешанным листопадно-вечнозелёным лесом. Климат тропический муссонный.

## История
Остров был открыт голландским мореплавателем Абелем Тасманом в 1644 году и назван Земля Ван-Димена. По другой версии, остров открыл в 1636 году другой голландский путешественник — Питер Питерс (Питерсзон), который и дал ему название Земля Ван-Димена. Но Питерс принял Мелвилл за часть материка.
В 1818 году остров был переименован и назван в честь Первого лорда Адмиралтейства Великобритании Роберта Дандаса, 1-го Виконта Мелвилл, в честь которого уже был назван остров в Канадском арктическом архипелаге. Немногим позднее, в 1824 году, Британия сделала первые попытки заселить северное побережье Австралии, основав на острове первое европейское поселение — Форт-Дундас.

## Население
В посёлке Миликапити живут 559 человек, а в Пирлангимпи — 440. На западе от посёлка Миликапити в 27 км на побережье острова живут 30 человек в составе 5 семей. Всего на острове проживает 1029 человек (2010).